# مرسدس-بنز ئی‌کیو
مرسدس بنز ئی‌کیو مجموعه ای از وسایل نقلیه برقی است که توسط مرسدس-بنز تولید می‌شود.
اولین مدل ئی‌کیو در نمایشگاه اتومبیل پاریس در سال ۲۰۱۶ در غالب یک خودروی مفهومی به نام ئی‌کیو رونمایی شد. مرسدس بنز قصد دارد تا سال ۲۰۲۲، ده مدل از محصولات ئی‌کیو را تولید کند که بین ۱۵ تا ۲۵ درصد از فروش جهانی این شرکت را تشکیل دهد. تمام تلاش‌های طراحی و تولید خودروهای الکتریکی مرسدس بنز خانواده ئی‌کیو را هدف قرار خواهد داد.
مرسدس-بنز ئی‌کیوسی، اولین عضو خانواده ئی‌کیو، در یک رویداد ویژه در استکهلم در سال ۲۰۱۸ معرفی شد.

## خانواده
مرسدس بنز قصد دارد تا سال ۲۰۲۲ ده مدل ئی‌کیو را طراحی و تولید کند، همه آنها بر اساس یک پلت فرم واحد ساخته شده به‌طور خاص برای پیشرانه‌های الکتریکی ساخته می‌شوند و می‌توانند برای هر نوع وسیله نقلیه با توجه به مدولاسیون پیکربندی شوند.
دیتر تسچه، رئیس دایملر آگ، اظهار داشت که مارک جدید (ئی‌کیو) متشکل از "تلاش‌های الکتریکی" مرسدس بنز است و هدف آن این است که تا سال ۲۰۲۵، بین ۱۵ تا ۲۵٪ از فروش جهانی این شرکت را تشکیل دهد". یورگن شنک، مدیر دایملر که نظارت بر توسعه برنامه خودروهای الکتریکی را بر عهده خواهد داشت، اظهار داشت که این شرکت انتظار دارد که چگالی انرژی فن آوری باتری‌های خودروهای ئی‌کیو تا سال ۲۰۲۵ حدود ۱۴٪ در سال باشد.
دایملر در نظر دارد ۱ میلیارد یورو برای پروژه‌های توسعه کارخانه‌های باتری‌های لیتیوم یون برای تولید در کارخانه ای در شهر کامنتس، آلمان سرمایه‌گذاری کند. این بخشی از سرمایه‌گذاری این شرکت تا سقف ۱۰ میلیارد یورو برای طراحی و توسعه خودروهای الکتریکی است.
خودروهای ئی‌کیو از سیستم شارژ ترکیبی، یک شارژر دیواری و یک شارژ بی‌سیم (وایرلس) استفاده خواهند کرد.

## ئی‌کیو سی ۲۰۱۹

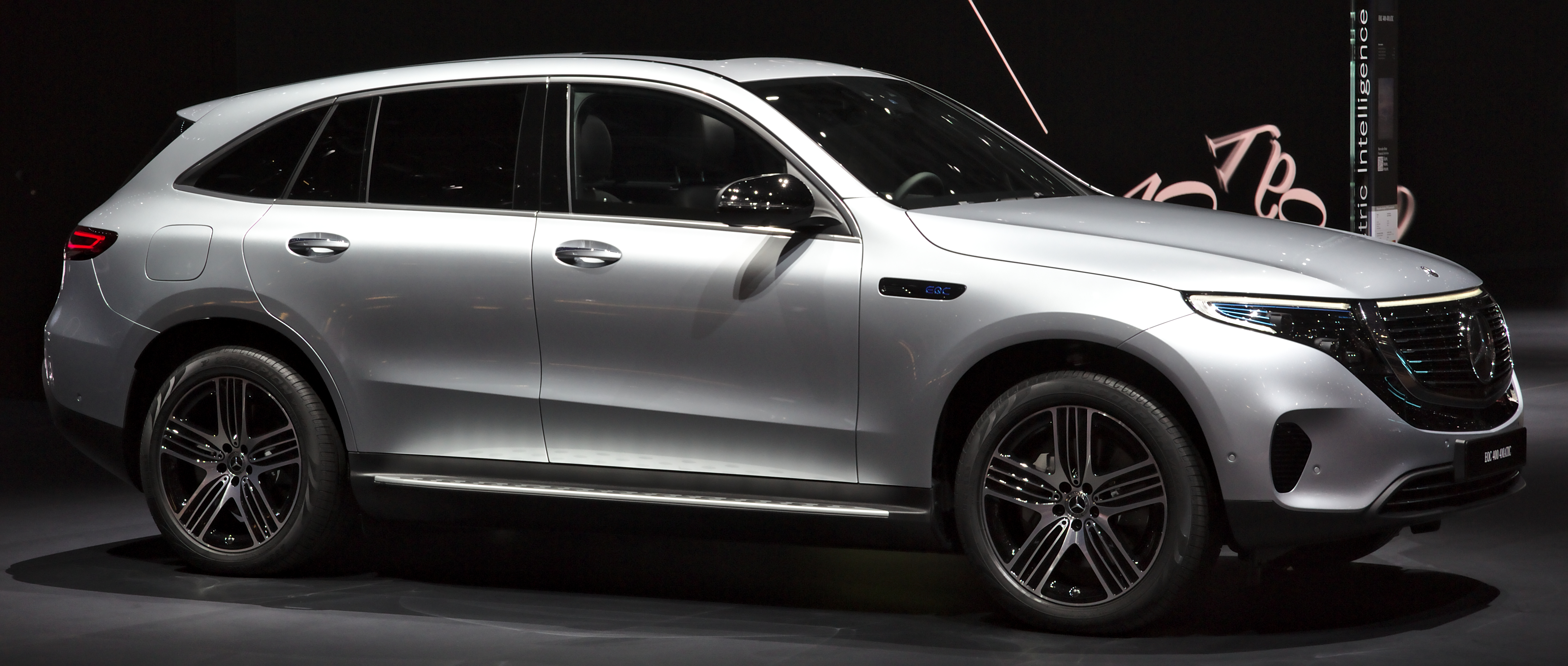
مرسدس بنز ئی‌کیو سی بر اساس مرسدس-بنز کلاس-جی‌ال‌سی ساخته شده‌است.

ئی‌کیو سی برای اولین بار در ۴ سپتامبر ۲۰۱۸ رونمایی شد. این یک خودروی خودروی شاسی‌بلند کامپکت است و از سال ۲۰۱۹ تولید شد.

این وسیله نقلیه دارای دو موتور الکتریکی است که یکی در محور جلو و دیگری در عقب قرار دارد. چهار چرخ محرک است و توان آن ۳۰۰ کیلووات (۴۰۲ اسب بخار) و ۷۶۵ نیوتن متر (۵۶۴ پوند-فوت) است. باتری خودرو روی کف خودرو نصب شده و دامنه حرکت برقی آن با درجه WLTP برابر ۴۱۷ کیلومتر (۲۵۹ مایل) است.

## ئی‌کیو وی ۲۰۲۰

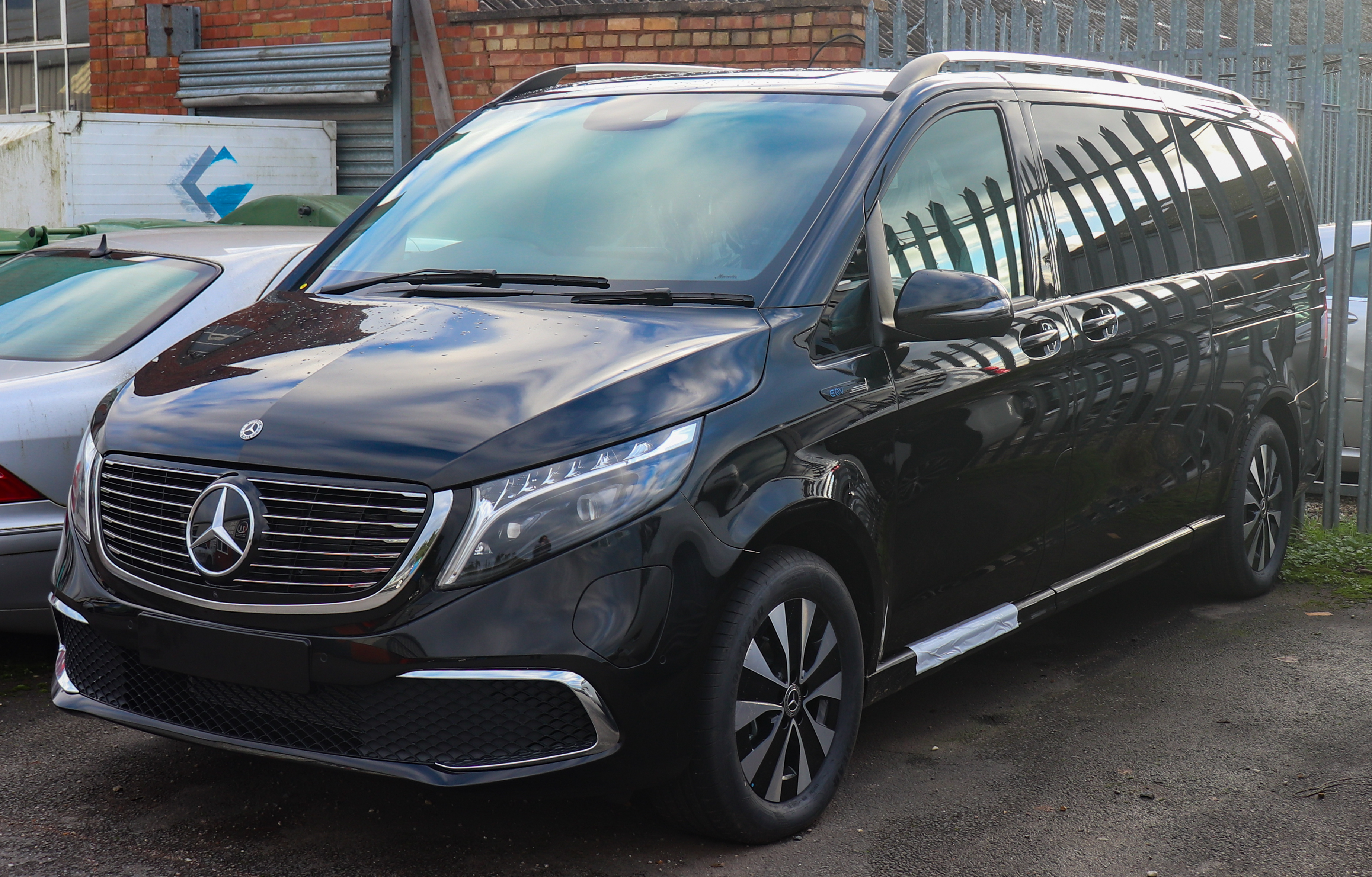
مرسدس بنز EQV براساس مرسدس-بنز ویتو ساخته شده‌است.

ئی‌کیو وی دومین مدل ئی‌کیو است که در نمایشگاه نمایشگاه بین‌المللی خودروی آلمان معرفی شد. این خودرو یک مینی‌ون (MPV) است که در سال ۲۰۲۰ عرضه شد.
ئی‌کیو وی براساس مرسدس-بنز ویتو ساخته شده‌است و از همان ابعاد فاصله دو محور برخوردار است. این وسیله نقلیه هشت نفره است و تا ۱۰۲۰ لیتر فضای بار در قسمت چمدان دارد.
این خودرو دارای یک موتور الکتریکی در محور جلو با خروجی ۱۵۰ اسب بخار ۳۶۲ نیوتن متر گشتاور است.
این خودرو دارای یک باتری ۹۰ کیلووات ساعتی باتری پک است و در کف خودرو نصب شده‌است. باتری در مدت ۴۵ دقیقه از ۱۰ تا ۸۰ درصد شارژ می‌شود.
سیستم سرگرمی و سرگرمی نسخه ئی‌کیو مخصوص سیستم تجربه کاربر مرسدس بنز (MBUX) است و شامل صفحه نمایش ۱۰ اینچی است که جریان شارژ، جریان انرژی و هیستوگرام مصرف و همچنین حالت‌های ناوبری و رانندگی را نمایش می‌دهد.

## ئی‌کیو ای ۲۰۲۱

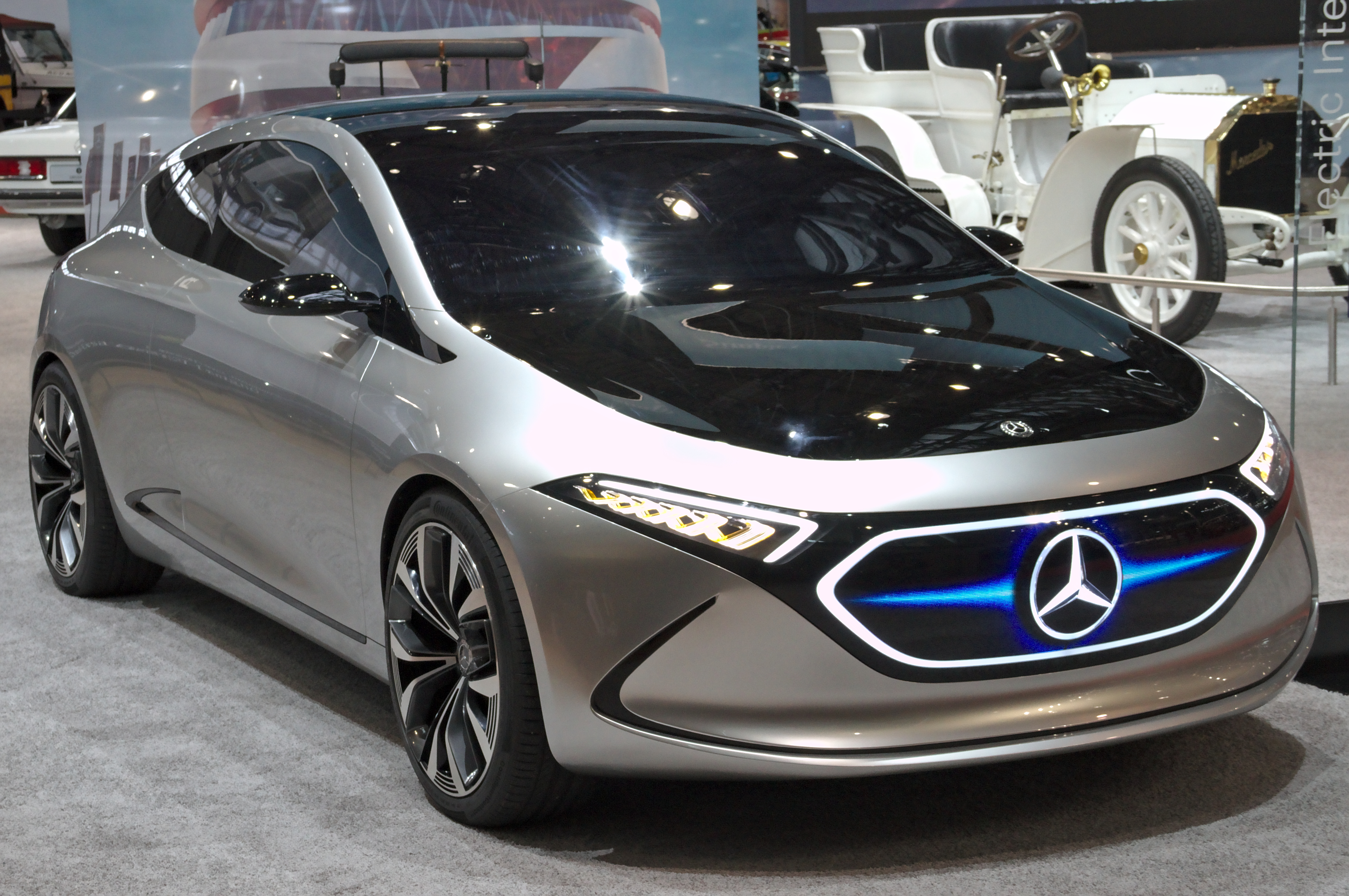
مرسدس بنز ئی‌کیو ای براساس مرسدس-بنز کلاس-آ ساخته خواهد شد.

مرسدس بنز ئی‌کیو ای یک کراس‌اوور است که در سال ۲۰۲۱ رونمایی شد، اگرچه کانسپت ئی‌کیو ای از سال ۲۰۱۷ یک هاچ بک با الهام از مرسدس-بنز کلاس-آ بود رونمایی شده بود. ئی‌کیو ای، دارای یک موتور الکتریکی با قدرت ۱۹۰ اسب بخاری و برد ۴۸۰ کیلومتر (۳۰۰ مایل) است.

## ئی‌کیو بی ۲۰۲۱
ئی‌کیو بی یک کراس اوور ساب کامپکت مبتنی بر مرسدس-بنز بی کلاس است. این مدل در سال ۲۰۲۱ عرضه می‌شود.

## ئی‌کیو اس و ئی‌کیو اس اس‌یووی

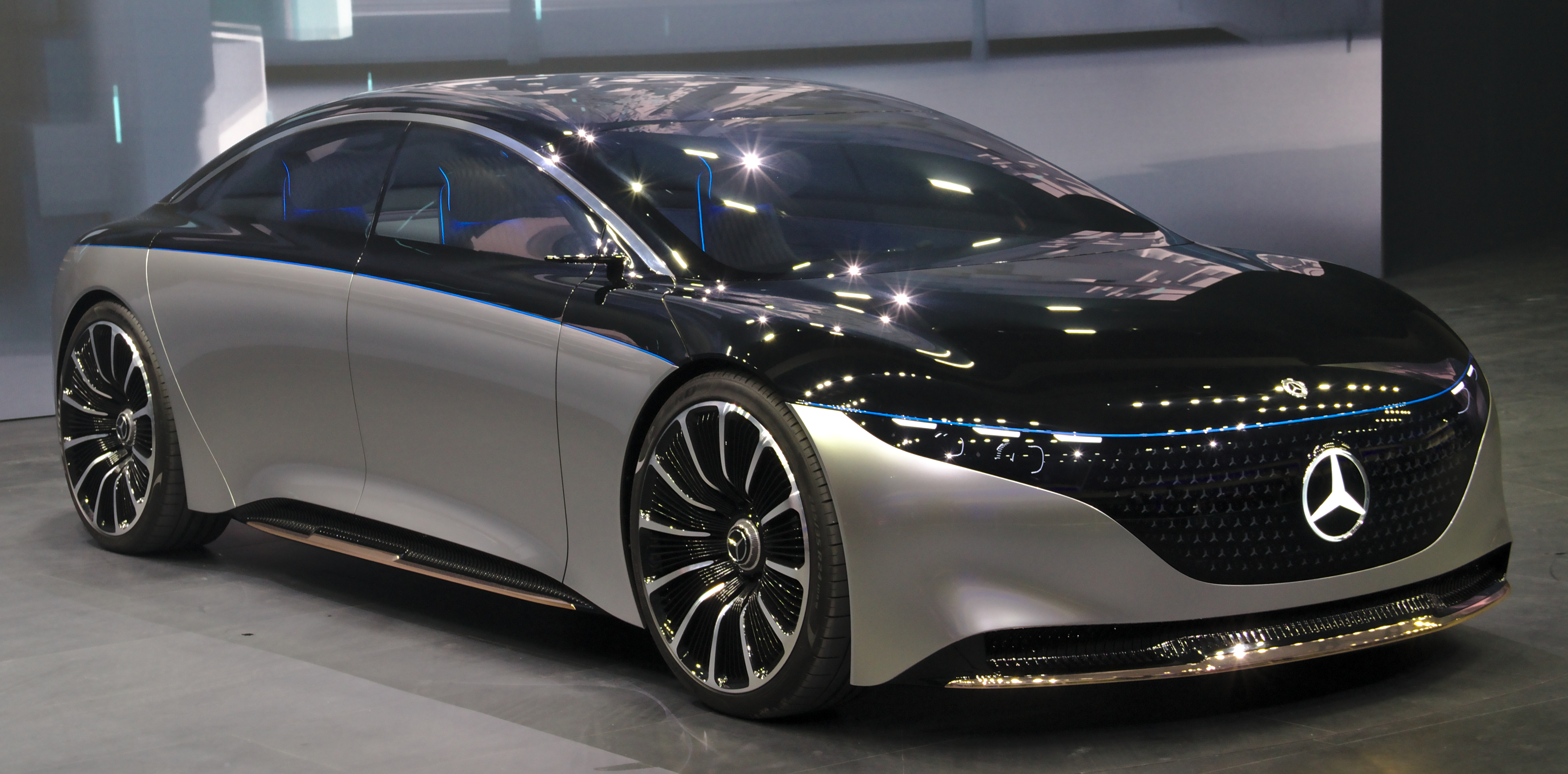
مرسدس بنز ئی‌کیو اس در تصویر) اولین مدل مبتنی بر پلتفرم الکتریکی اختصاصی مدولار خواهد بود.

ئی‌کیو اس یک سدان سایز بزرگ لوکس است که قصد دارد «در سطح» مرسدس بنز کلاس اس باشد. این خودرو برای تولید در حدود سال ۲۰۲۱ برنامه‌ریزی شده‌است و اولین مدل ئی‌کیو مبتنی بر پلت فرم اختصاصی الکتریکی مدولار خواهد بود. نسخه SUV برای سال ۲۰۲۲ به بازار راه پیدا می‌کند.

## ئی‌کیو ئی و ئی‌کیوئی اس‌یووی ۲۰۲۲
ئی‌کیو ای یک سدان با رده پایین‌تر از ئی‌کیو اس است که در حد بنز کلاس سی است و قرار است تا سال ۲۰۲۲ تولید شود. EQE این خودرو دومین مدل مبتنی بر پلت فرم ماشین الکتریکی (MEA) است و برد نزدیک به ۶۰۰ کیلومتر (۳۷۳ مایل) را با هرشارژ داراست و حدود ۴۰۰ اسب بخار و ۷۰۰–۷۵۰ نیوتن متر گشتاور تولید می‌کند. صفرتا صد خودرو ۴ ثانیه است.

## دیگر محصولات
قرار است یک اس‌یووی جدید از خانواده ئی‌کیو در آینده رونمایی شود نام این خودرو هنوز مشخص نیست.
نسخه الکتریکی بنز کلاس جی نیز در دست تولید است.

### اسمارت ئی‌کیو

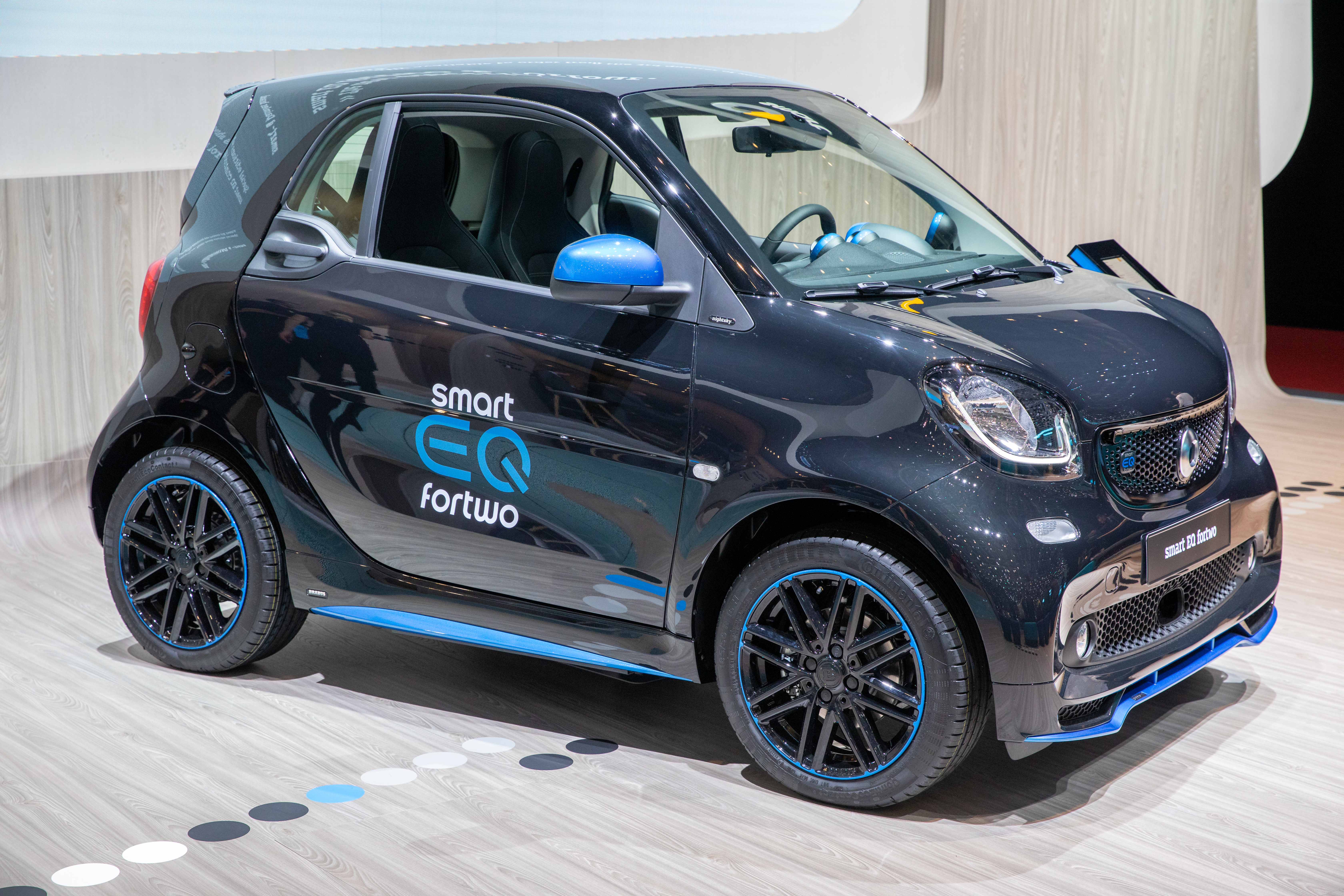
اسمارت فورتو ئی‌کیو

در مارس ۲۰۱۸، سه مدل هوشمند تمام الکتریکی اسمارت فورتو با مارک ئی‌کیو رونمایی شدند.

### خودروی مفهومی پیکان نقره‌ای ئی‌کیو

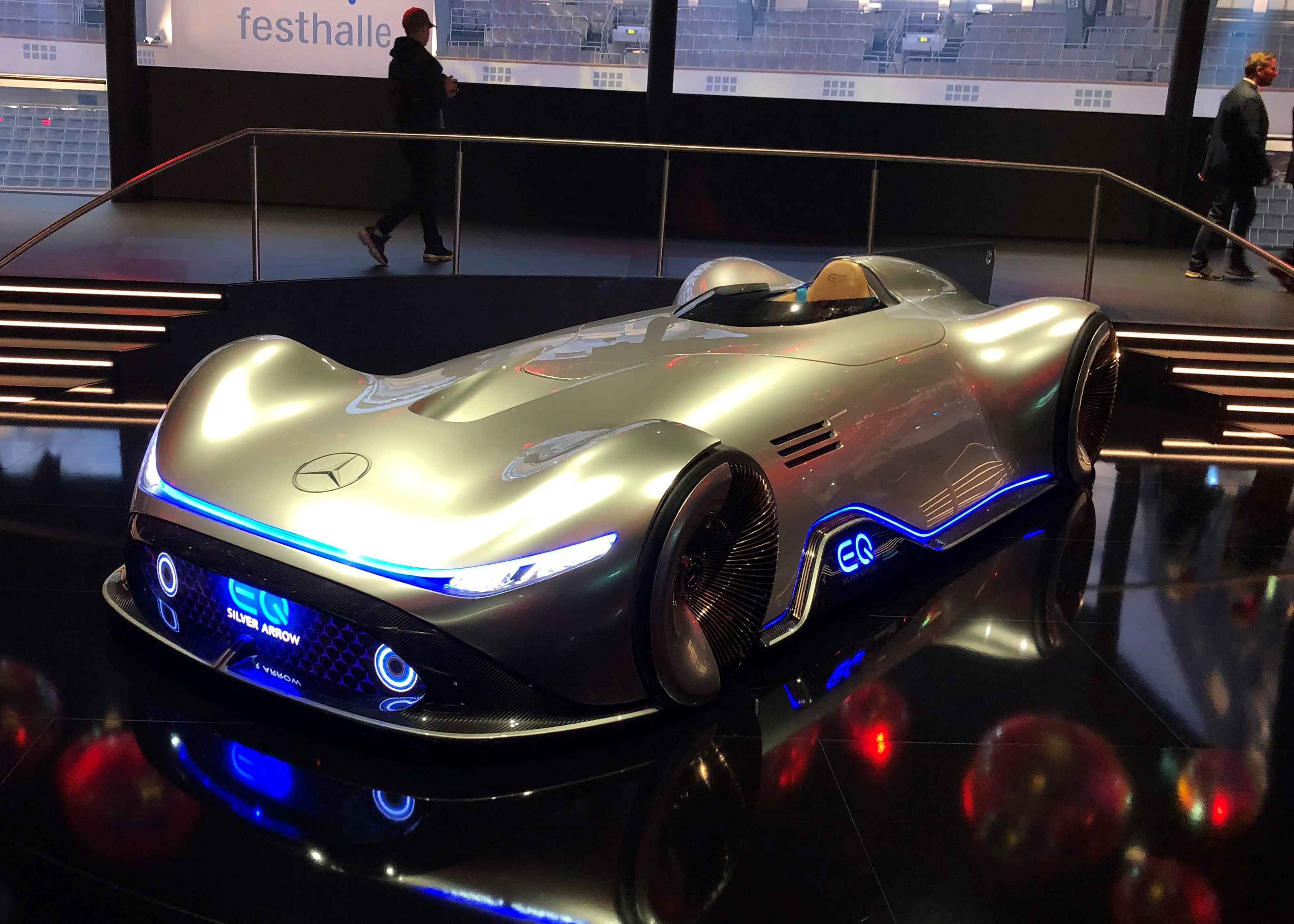
پیکان نقره ای

پیکان نقره‌ای ئی‌کیو در سال ۲۰۱۹ در نمایشگاه اتومبیل فرانکفورت رونمایی شد که به عنوان یک خودروی مفهومی الکتریکی مسابقه ای آینده نگرانه با حداکثر سرعت بیش از ۴۰۰ در نظر گرفته شده‌است. این خودرو از طراحی‌های کوپه‌های اسپرت مرسدس در دهه‌های ۱۹۵۰ و ۱۹۶۰ استفاده می‌کند.

## اختلاف بر سر نام تجاری
در مارس ۲۰۱۷، خودروساز چینی چری شکایتی را به دفتر علائم تجاری اداره امور صنعت و تجارت در چین در مورد استفاده از نام 'ئی‌کیو' ارائه داد، زیرا چری از سال ۲۰۱۵ از نام ئی‌کیو برای چری ئی‌کیو۱ ، نسخه الکتریکی چری کیوکیو۳ خود استفاده می‌کرد.

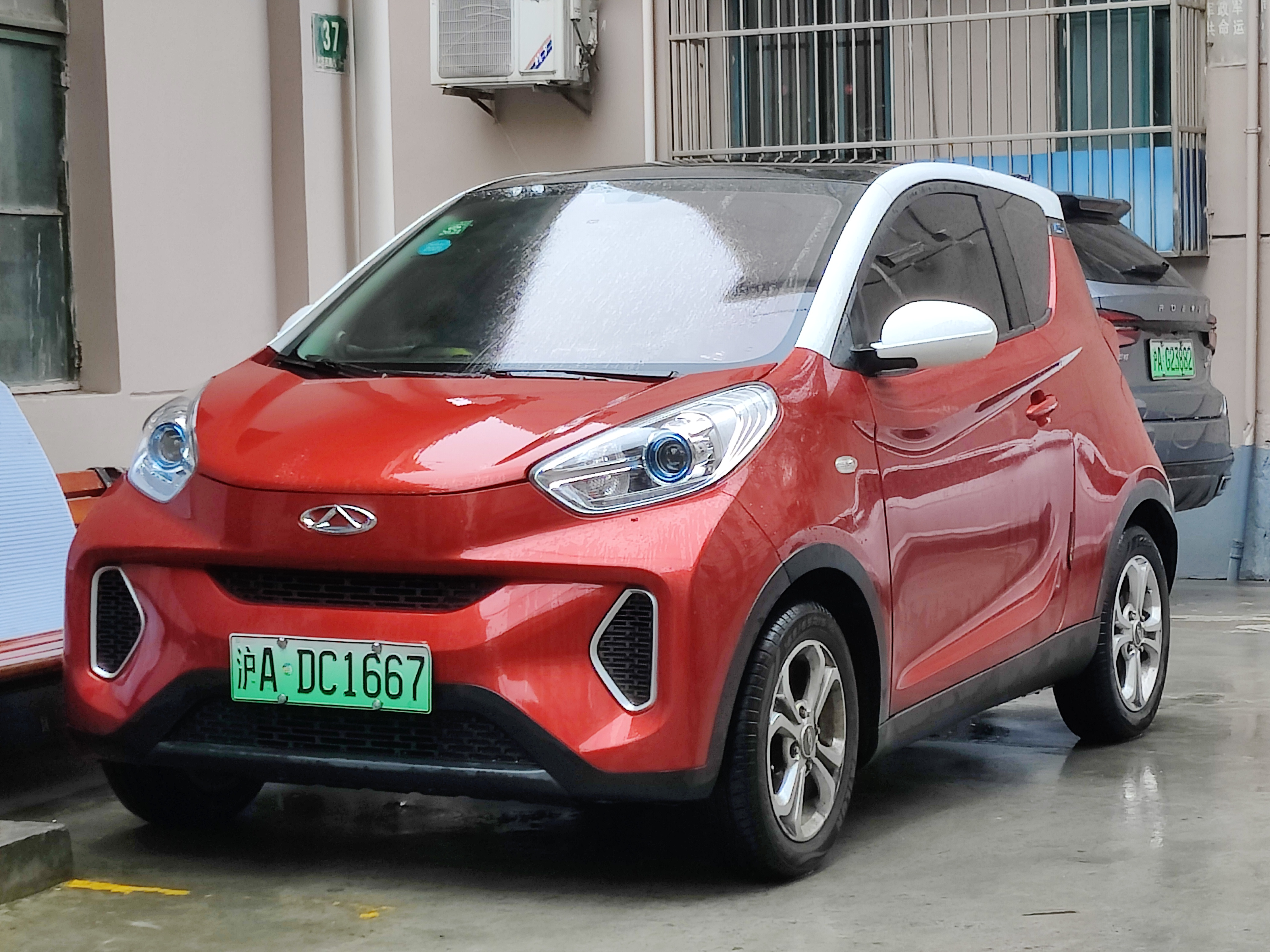
چری ئی‌کیو۱که از سال ۲۰۱۶ تا کنون تولید می‌شود.طبق شکایت انجام شده قرار شد که از چری از پیشوند eQ به جای EQ برای این سری از خودروهای خود استفاده کند.

 این اختلاف در ژوئیه ۲۰۱۷ حل شد و قرار شد چری حق استفاده از نام 'eQ' و مرسدس بنز حق استفاده از نام 'EQ' (با حرف ئی بزرگ) را داشته باشد.